# Фонд рабочей академии
Фонд Рабочей Академии (Фонд содействия обучению рабочих) — российское межрегиональное общественное объединение. Президентом Фонда до 2023 года являлся философ, экономист, политический и общественный деятель М. В. Попов. В 2023 году по предложению М.В.Попова президентом Фонда был избран известный экономист, кандидат экономических наук, соратник М.В.Попова  Виктор Иванович Галко. М.В.Попов был избран вице-президентом.

## История и деятельность
Фонд зарегистрирован Министерством юстиции России 28 декабря 1994 года. Учредителями являются Петровская академия наук и искусств, Союз рабочих Москвы, Объединение рабочих Нижнего Новгорода и Объединение рабочих промышленности, транспорта и связи Ленинграда.
В 1996 — 1997 годах при содействии Рабочей партии России (РПР) фонд (в лице М. В. Попова и начальника консалтингово-правового отдела профессионального союза докеров морского порта Санкт-Петербурга К.В.Федотова, вице-президента фонда) разработал собственный проект Трудового кодекса России («проект Фонда рабочей академии», «профсоюзный вариант», «Красный кодекс»), который, с различными доработками при участии представителей профессиональных союзов «Защита» и докеров, вносился на рассмотрение в Государственной думе депутатами от КПРФ и РКРП Т. Г. Авалиани, В. Ф. Григорьевым, Н. Н. Корсаковым, А. В. Ионовым, В. И. Шандыбиным и сопредседателем профсоюза "Защита"О. В. Шеиным, однако, несмотря на существенное влияние левых сил в нижней палате российского парламента и второе место по числу голосов в первом чтении (189 голосов депутатов), в дальнейшем не был принят, поскольку при голосованиях не получил достаточной поддержки
В 2005 году фонд принимал участие в поддержке докеров, протестовавших против действий владельцев порта.
Фонд провозглашает в качестве своих задач изучение и решение проблем, связанных с развитием российской науки, образования и промышленности, а также исследование проблем теории и практики рабочего движения и содействие разностороннему обучению рабочих. Для осуществления поставленных целей в составе фонда существуют образовательные лектории — «Красный университет» (создан весной 2012 года преподавателями «Фонда рабочей академии» в содружестве с Ленинградским интернет-телевидением на основе специального курса лекций «Мировоззрение марксизма-ленинизма» для изучения философских, политических и экономических трудов Г. Ф. В. Гегеля, К. Маркса, Ф. Энгельса и В. И. Ленина) и «Университет рабочих корреспондентов».  
Фондом издается российская общественно-политическая газета «Народная правда» (имела аккредитацию в Государственной Думе Федерального собрания Российской Федерации, Администрации и Законодательном собрании Санкт-Петербурга), главный редактор вице-президент фонда доктор экономических наук профессор А.В.Золотов.